# Andrés Neuman

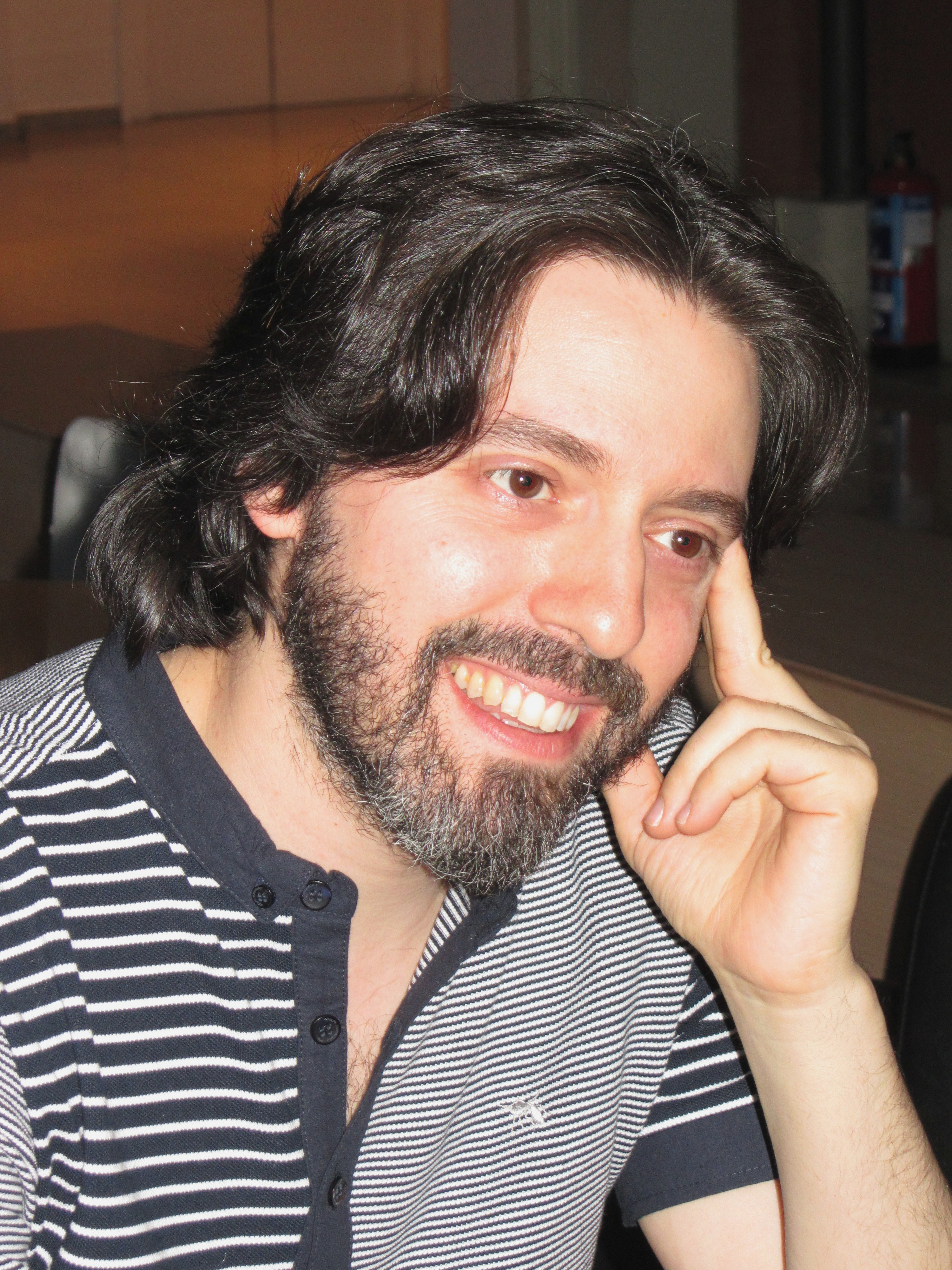
Andrés Neuman (2012)

Andrés Neuman (* 28. Januar 1977 in Buenos Aires, Argentinien) ist ein argentinisch-spanischer Schriftsteller, Dichter, Übersetzer und Essayist.

## Leben
Andrés Neuman ist der Sohn zweier im spanischen Exil lebender Musiker. Seine Mutter ist eine Violinistin spanisch-italienischer Herkunft und sein Vater ist ein Oboist deutsch-jüdischer Herkunft. Seit seinem 14. Lebensjahr lebt Neuman im andalusischen Granada, wo er an der Universität Granada hispanoamerikanischer Literatur studierte, promovierte und später auch lehrte. Mit dem preisgekrönten Gedichtband Métodos de la noche debütierte Neuman 1998 als Autor und mit dem ebenfalls von der Kritik gelobten Roman Bariloche debütierte er ein Jahr später als Schriftsteller. Seine Lebensgeschichte verarbeitete er mit seinem dritten, 2003 erschienenen, semibiografischen Roman Una vez Argentina.

## Werke (Auswahl)
Romane

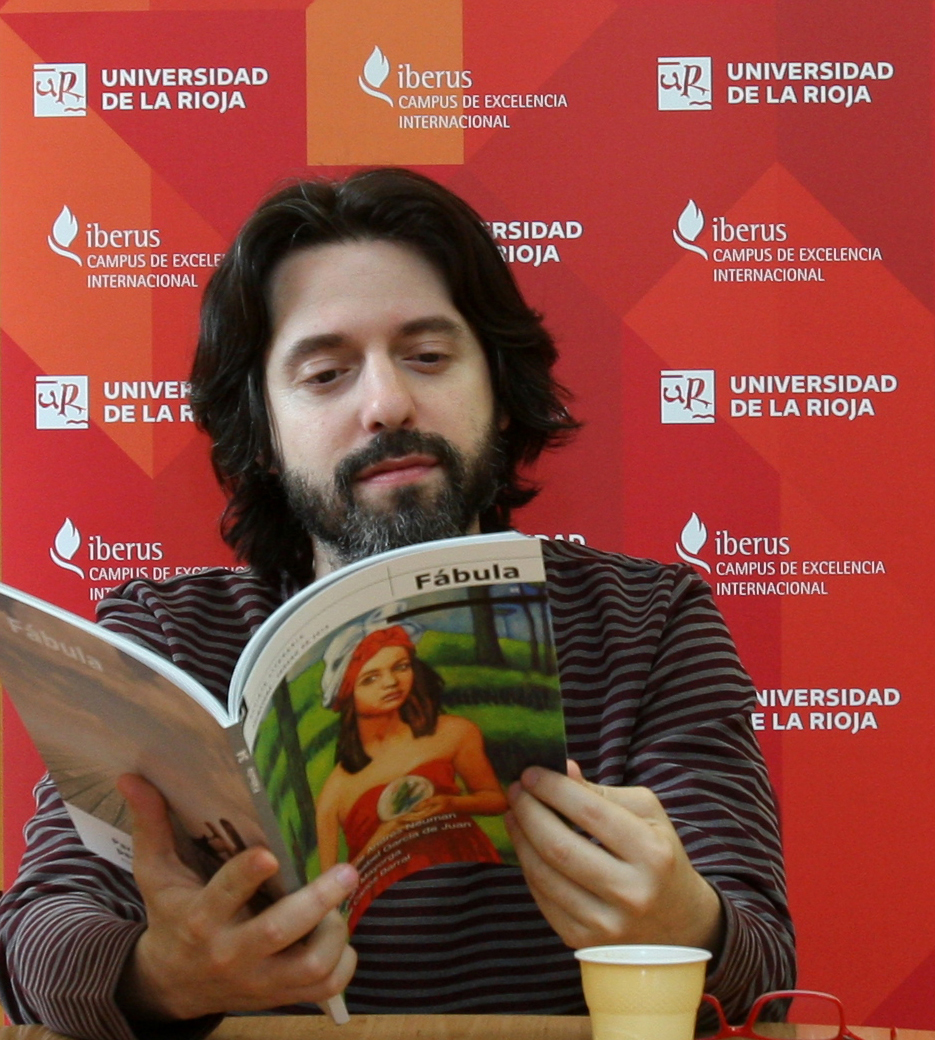
Andrés Neumann (2013)

- Bariloche. Barcelona: Anagrama, 1999
- La vida en las ventanas. Madrid: Espasa Calpe, 2002
- Una vez Argentina. Barcelona: Anagrama, 2003
- El viajero del siglo. Madrid et al.: Alfaguara, 2009
- Hablar solos. Madrid et al.: Alfaguara, 2012
- Fractura. Madrid et al.: Alfaguara, 2018

Poesie
- Simulacros. Granada: Cuadernos del Vigía, 1998
- Métodos de la noche. Madrid: Hiperión, 1998
- El jugador de billar. Valencia: Pre-Textos, 2000
- El tobogán. Madrid: Hiperión, 2002
- Mística abajo. Barcelona: Acantilado, 2008
- Década. Poesía 1997-2007. Barcelona: Acantilado, 2008
- No sé por qué y Patio de locos. Valencia: Pre-Textos, 2013
- Vendaval de bolsillo. México: Almadía, 2014
- Vivir de oído. México: Almadía, 2017

Kurzgeschichten
- El que espera. Barcelona: Anagrama, 2000
- El último minuto. Madrid: Espasa-Calpe, 2001
- Alumbramiento. Madrid: Páginas de Espuma, 2006
- Hacerse el muerto. Madrid/México: Páginas de Espuma, 2011
- El fin de la lectura. Santiago de Chile: Cuneta, 2011

## Übersetzungen
Ins Deutsche
- Einmal Argentinien. In: Mit den Augen in der Hand: argentinische Jüdinnen und Juden erzählen. Herausgegeben und übersetzt von Erna Pfeiffer. Wien: Mandelbaum-Verlag, 2014, S. 50–59

Ins Englische
- Traveler of the Century. Translated from the Spanish by Nick Caistor and Lorenza Garcia. New York: Farrar, Straus and Giroux, 2012
- Talking to Ourselves. Translated from the Spanish by Nick Caistor and Lorenza Garcia. New York: Farrar, Straus and Giroux, 2014
- The Things We Don't Do. Translated from the Spanish by Nick Caistor and Lorenza Garcia. London: Pushkin, 2014
- How to Travel Without Seeing. Translated from the Spanish by Jeffrey Lawrence. New York: Restless Books, 2016

Ins Französische
- Le bonheur, ou pas. Traduction de l'espagnol par Anne-Marie Chollet. Bordeaux: Cataplum, 2010
- Le Voyageur du siècle: roman. Traduit de l'espagnol par Alexandra Carrasco. Paris: Fayard, 2011
- Parler seul: roman. Traduit de l'espagnol par Alexandra Carrasco. Paris: Buchet-Chastel, 2014
- Bariloche: roman. Traduit de l'espagnol par Alexandra Carrasco. Paris: Buchet-Chastel, 2017

Ins Italienische
- Bariloche. Traduzione di Angelo Morino. Milano: Bompiani, 2001
- Il viaggiatore del secolo. Traduzione di Silvia Sichel. Milano: Ponte alle Grazie, 2010
- Una volta l'Argentina. Traduzione di Silvia Sichel. Milano: Ponte alle Grazie, 2011
- Parlare da soli. Traduzione di Silvia Sichel. Milano: Ponte alle Grazie, 2013
- Frammenti della notte. Traduzione di Silvia Sichel. Milano: Ponte alle Grazie, 2015
- Le cose che non facciamo. Traduzione di Silvia Sichel. Roma: Sur Edizioni, 2016
- Vite istantanee. Traduzione di Silvia Sichel. Roma: Sur Edizioni, 2018